# هانس پوسگا
هانس پوسگا (آلمانی: Hans Posegga) یک موسیقی‌دان، آهنگساز، رهبر ارکستر و نوازنده پیانو اهل آلمان بود.
از فیلم‌ها یا مجموعه‌های تلویزیونی که وی در آن‌ها نقش داشته‌است می‌توان به جعبه اسباب‌بازی اشاره نمود.